# Little Fort
 (janvier 2022).

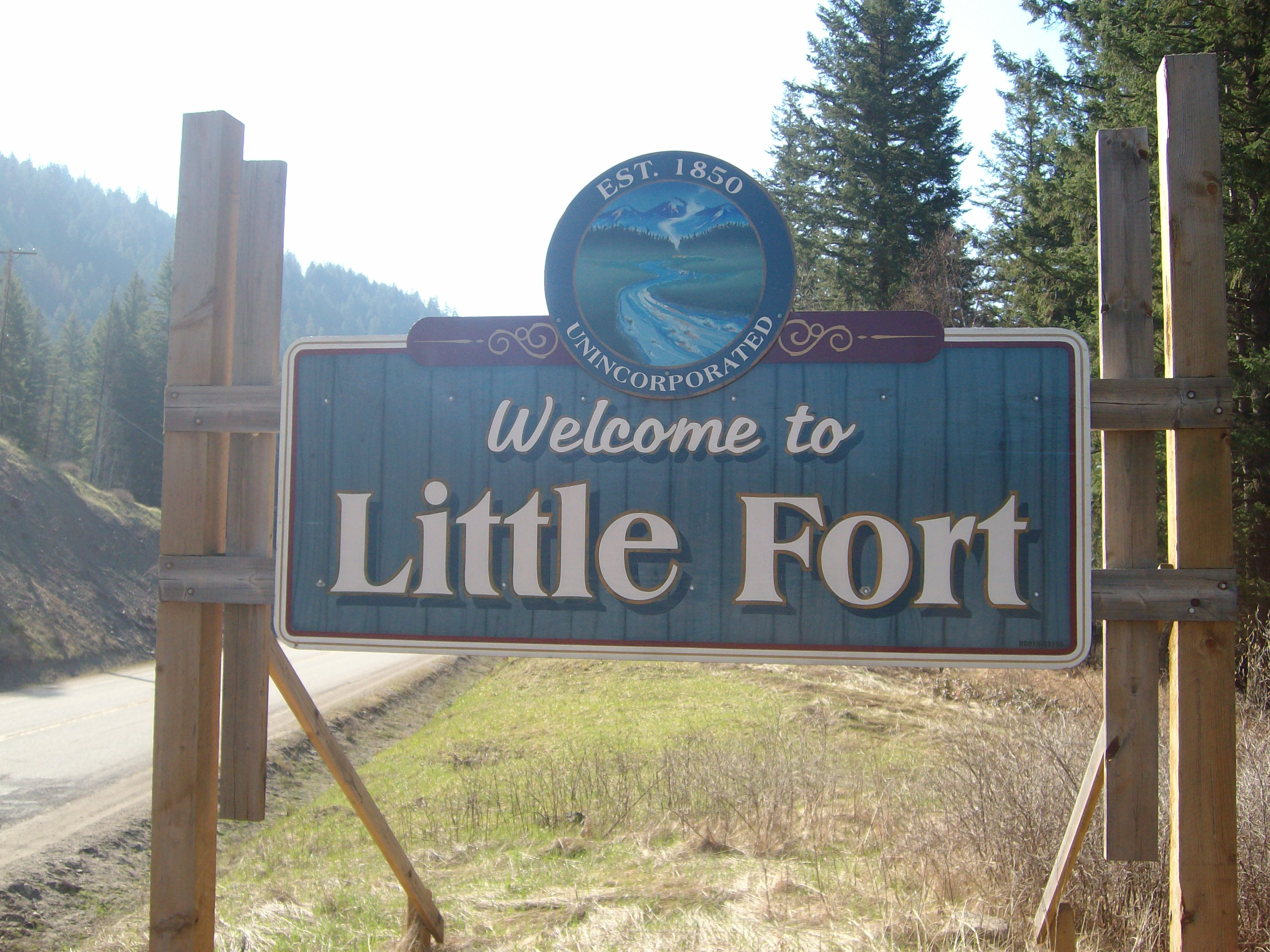
Panneau de bienvenue de Little Fort

Little Fort est une municipalité située dans la province de la Colombie-Britannique, dans l'intérieur de la Colombie-Britannique.